# Jan Stanisław Dąbrowski
Jan Stanisław Dąbrowski  herbu Dąbrowski (1663–1749) – dziadek Jana Henryka Dąbrowskiego, ojciec pułkownika Jana Michała Dąbrowskiego.
Uczestniczył w bitwie pod Wiedniem w 1683 roku, u boku Jana III Sobieskiego, w 1710 roku poślubił Mariannę Szymanowską.